# Isole Santa Cruz
Le isole Santa Cruz sono un gruppo di isole situate nell'oceano Pacifico facenti parte della provincia di Temotu nelle isole Salomone. Si trovano approssimativamente 400 km a sud-est di queste ultime, appena poco più a nord dell'arcipelago Vanuatu e sono considerate parte dell'omonima ecoregione (Ecoregione delle foreste piovose di Vanuatu).

## Geografia
L'isola più grande del gruppo è Nendo (505,5 km², punto più alto 549 m slm, popolazione poco maggiore di 5 000 abitanti), seguita dall'isola di Vanikoro (173,20 km², punto più alto monte Banie 923 m slm, popolazione di 800 abitanti, che è in realtà un gruppo di isole) e Utupua (69,00 km², punto più alto 380 m s.l.m., 300 abitanti). La città più importante è Lata, situata sull'isola di Nendo e capitale della provincia di Temotu.
Le isole di Santa Cruz hanno meno di cinque milioni di anni e la loro creazione fu dovuta alla subduzione tettonica della placca Indo-Australiana (che risiede sotto la Placca pacifica). La composizione delle isole è costituita per la maggior parte da calcare e da cenere vulcanica. Il punto più alto dell'arcipelago si trova a Vanikoro, 924 m s.l.m..
Il termine Santa Cruz viene usato a volte per denominare tutte le isole di Salomone facenti parte della provincia di Temotu.

## Storia
Álvaro de Mendaña fece tappa in queste isole nella sua seconda spedizione Pacifica del 1595. Mendaña morì sull'isola di Nendo, da lui chiamata Santa Cruz nel 1596.
Durante la seconda guerra mondiale l'isola fu considerata inabitabile in quanto furono inviati degli ingegneri sulle isole che si ammalarono presto di malaria cerebrale.
Il 26 ottobre 1942, al largo delle coste settentrionali dell'isola di Nendo si combatté una battaglia tra portaerei giapponesi e americane, conosciuta come battaglia delle isole Santa Cruz.
Il 6 febbraio 2013 una violenta scossa di terremoto di magnitudo 8.0, con epicentro al largo della costa occidentale dell'Isola di Nendo, ha causato la morte di 13 persone, mentre altre 5 persone sono state dichiarate disperse. I danni maggiori sono stati causati dallo tsunami generato dal terremoto.

## Arte
Se è poco numerosa la produzione di statue, importanti sono invece la plastica zoomorfa e le decorazioni su legno nelle quali predomina la figura degli uccelli. Diffusi i pettorali kapkap, le clave spaccateste e gli ornamenti da naso. Di buona fattura anche la decorazione delle stoffe di corteccia.